# Деревнянский сельсовет
Деревнянский сельсовет (бел. Дзераўня́нскі сельсавет; ранее — Хотовской) — административная единица на территории Столбцовского района Минской области Беларуси. Административный центр — агрогородок Деревная.

## Географическое положение
Расположен в северо-западной части Столбцовского района. Граничит с Налибокским, Рубежевичским, Тесновским и Шашковским сельсоветами. Административный центр сельсовета — агрогородок Деревная расположен в 30 км от города Столбцы, на автодороге Ивенец — Першаи — Несвиж.

## История
Деревнянский (ранее Хотовской) сельский Совет образован в 1940 году.

## Состав
Деревнянский сельсовет включает 17 населённых пунктов:
- Белица — деревня.
- Беломошье — деревня.
- Борок — деревня.
- Деражное — деревня.
- Деревная — агрогородок.
- Забродье — деревня.
- Заречье — деревня.
- Круговины — деревня.
- Лубень — деревня.
- Нивное — деревня.
- Огородники — деревня.
- Подлесковье — деревня.
- Скрощина — деревня.
- Хотова — деревня.
- Хотовка — деревня.
- Школьный — посёлок.
- Янковичи — деревня.

## Производственная сфера
- СПК «Деревное»
- СПК «Хотово»
- ОСП ПЦ «Хотовской спиртзавод» ПР РУП «Минск Кристалл»
- ОАО АСФ « ПМК-74 — Налибоки»
- Хотовское лесничество
- Участок «Столбцовские районные электрические сети»
- Участок РУП « Столбцовское ОКС»
- ПАСП № 13 д. Деревная
- Филиал «Хотово» ОАО агрокомбинат «Дзержинский»
- Участок филиала КУП «Минскоблдорстрой» — «ДРСУ№ 135»
- Участок ГУП «Столбцовское ПМС»

## Социально-культурная сфера
- Учреждения образования: 1 средняя школа ,1 базовая, 2 дошкольных учреждения, детская школа искусств
- Учреждения культуры: 2 сельских Дома культуры, 2 сельских клуба-библиотеки, 3 библиотеки
- Медицинское обслуживание: Деревнянская участковая больница, 2 фельдшерско-акушерских пункта

## Достопримечательность
- Церковь Вознесения Девы Марии в аг. Деревная